# Campeonato Mundial de Ciclismo em Pista de 1964
O Campeonato Mundial UCI de Ciclismo em Pista de 1964 foi realizado na cidade de Paris, na França entre os dias 8 e 13 de setembro. Foram disputadas nove eventos, 7 para os homens (3 para os profissionais, 4 para amadores) e 2 para mulheres.
As provas aconteceram no  Velódromo Parc des Princes.

## Sumário de medalhas

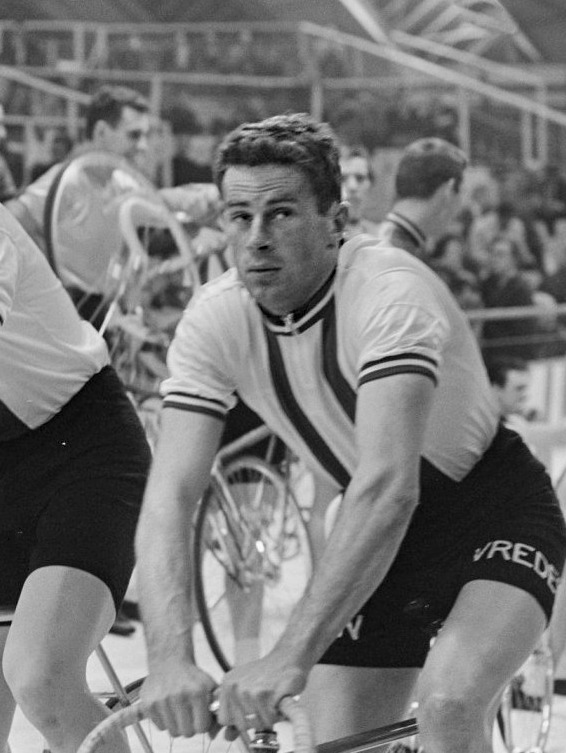
Jaap Oudkerk ciclista da Holanda, vencedor da prova de Motor-paced amadora.

| Eventos profissionais masculinos |                                                                                       |                                                                               |                                                                                             |
| Velocidade individual            | Antonio Maspes · Itália                                                               | Ron Baensch · Austrália                                                       | Jos De Bakker · Bélgica                                                                     |
| Perseguição individual           | Ferdinand Bracke · Bélgica                                                            | Leandro Faggin · Itália                                                       | Ercole Baldini · Itália                                                                     |
| Motor-paced                      | Guillermo Timoner · Spain                                                             | Leo Proost · Bélgica                                                          | Karl-Heinz Marsell · Alemanha Ocidental                                                     |
| Eventos amadores masculinos      |                                                                                       |                                                                               |                                                                                             |
| Velocidade individual            | Pierre Trentin · França                                                               | Daniel Morelon · França                                                       | Sergio Bianchetto · Itália                                                                  |
| Perseguição individual           | Tiemen Groen · Países Baixos                                                          | Herman Van Loo · Bélgica                                                      | Jiří Daler · Tchecoslováquia                                                                |
| Perseguição por equipe           | Alemanha Ocidental · Lothar Claesges · Karl Link · Karl-Heinz Henrichs · Ernst Streng | Itália · Attilio Benfatto · Vincenzo Mantovani · Carlo Rancati · Franco Testa | Soviet Union · Arnold Belgardt · Leonid Kolumbet · Stanislav Moskvin · Sergeï Teretschenkov |
| Motor-paced                      | Jacob Oudkerk · Países Baixos                                                         | Jean Walschaerts · Bélgica                                                    | Daniel Salmon · França                                                                      |
| Eventos femininos                |                                                                                       |                                                                               |                                                                                             |
| Velocidade individual            | Irina Kiritchenko · Soviet Union                                                      | Galina Ermolaeva · Soviet Union                                               | Gisèle Caille · França                                                                      |
| Perseguição individual           | Yvonne Reynders · Bélgica                                                             | Beryl Burton · Reino Unido                                                    | Aino Pouronen · Soviet Union                                                                |

## Quadro de medalhas

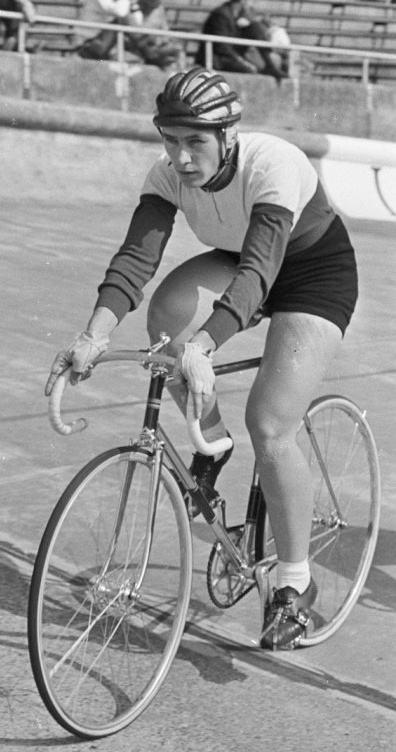
Irina Kirichenko ciclista da União Soviética vencedora da prova feminina de velocidade.

| Ordem | País               | Medalha de ouro | Medalha de prata | Medalha de bronze | Total |
| ----- | ------------------ | --------------- | ---------------- | ----------------- | ----- |
| 1     | Bélgica            | 2               | 3                | 1                 | 6     |
| 2     | Países Baixos      | 2               | 0                | 0                 | 2     |
| 3     | Itália             | 1               | 2                | 2                 | 5     |
| 4     | Soviet Union       | 1               | 1                | 2                 | 4     |
| 4     | França             | 1               | 1                | 2                 | 4     |
| 6     | Alemanha Ocidental | 1               | 0                | 1                 | 2     |
| 7     | Spain              | 1               | 0                | 0                 | 1     |
| 8     | Austrália          | 0               | 1                | 0                 | 1     |
| 8     | Reino Unido        | 0               | 1                | 0                 | 1     |
| 10    | Tchecoslováquia    | 0               | 0                | 1                 | 1     |
|       | TOTAL              | 9               | 9                | 9                 | 27    |